# Davy Jones
 Der er flere personer med dette navn, se Davy Jones (Pirates of the Caribbean).
David Thomas Jones (30. december 1945 - 29. februar 2012) var en engelsk musiker, sanger, skuespiller og erhvervsmand. Jones er bedst kendt som medlem af bandet the Monkees og for at deltage i tv-serien af samme navn.
Udover sit arbejde med The Monkees inkluderer Jones skuespilarbejde den Tony-nominerede rolle som the Artful Dodger i den oprindelige London og Broadway opsætning af Oliver! og en gæsterolle tv-serien The Brady Bunch og senere i parodifilmen på samme.
Jones blev betragtet som et teenageidol.

## Karriere
Davy Jones blev oprindeligt uddannet jockey, men allerede som barn var han begyndt at optræde i radio- og tv-shows. Dette førte til teaterroller, hvor han i 1963 spillede Oliver! på Broadway. Han fik kontrakt med det amerikanske pladeselskab Colpix og indpillede en række singler og en lp. Colpix var ejet af film- og tv-selskabet Screen Gems/Columbia, så da dette selskab ville lave en tv-serie om en musikgruppe à la The Beatles, var Jones med sin britiske accent og sit drengede ydre selvskrevet til én af rollerne.
Davy Jones blev hurtigt populær i tv-serien The Monkees, hvor han både i og udenfor serien var den, som det kvindelige publikum faldt i svime over. Faktisk var han så populær, at en anden Davy Jones var nødt til at ændre sit navn til David Bowie. Jones sang en lang række af The Monkees' kærlighedsballader, og han var den eneste, der ikke var utilfreds med, at gruppens medlemmer ikke selv måtte spille på de album, der blev udgivet i forbindelse med serien. Jones var nemlig ikke musiker og nøjedes i serien med at stå med et par maracas, men da seriens skuespillere i virkeligheden gik hen og blev popstjerner, måtte Jones lære at mestre forskellige instrumenter. Peter Tork lærte ham således at spille bas og guitar, og han fik også lektioner i trommer.
Efter The Monkees gik fra hinanden i 1970, fortsatte Davy Jones sin karriere solo, og han optrådte på teatre og deltog i britiske tv-quizzer. I 1986 gendannede han med Micky Dolenz og Peter Tork The Monkees, og i 1996 kom endnu en genforening, denne gang også med Mike Nesmith. Sideløbende opdrættede Jones heste og deltog som jockey i hestevæddeløb.
Fra sit første ægteskab med tøjdesigneren Linda Haines havde Davy Jones døtrene Talia Elizabeth, født 1968, og Sarah Lee, født 1971. Fra sit andet ægteskab med playboy-bunny'en Anita Pollinger havde han døtrene Jessica Lillian, født 1981, og Annabel Charlotte, født 1988. Han blev senere skilt, og boede til sin død i Stuart, Florida, USA, og havde endvidere en gård i Beavertown, Pennsylvania.

## Diskografi

### Albums
| År            | Pladeselskab/katalog nr.                       | Titler                       | Billboard Top Albums | Cash Box TOP 100 Albums | Noter |
| ------------- | ---------------------------------------------- | ---------------------------- | -------------------- | ----------------------- | --- |
| 1965          | Colpix CP-493 (mono) / Colpix SCP-493 (stereo) | David Jones                  | 185                  | 73                      | (US) Credited as "David Jones" |
| 1967          | Pye NPL 18178 (mono)                           | David Jones                  | –                    | –                       | (UK) Credited as "David Jones" |
| June 1971     | Bell 6067                                      | Davy Jones                   | 205                  | –                       | |
| November 1976 |                                                | Christmas Jones              | –                    | –                       | |
| January 1978  | MCA MCF2826                                    | The Point                    | –                    | –                       | Jones sings most of the songs on this original cast recording of Harry Nilsson's stage performance of "The Point!". Album was initially released in Britain only, followed by a release in Japan. |
| June 1981     | Japan JAL-1003                                 | Davy Jones Live              | –                    | –                       | Released in Japan only. |
| March 1982    | Pioneer K-10025                                | Hello Davy (Davy Jones Live) | –                    | –                       | Released in Japan only. |
| 1987          |                                                | Incredible Revisited         | –                    | –                       | |
| August 2019   | 7A Records 7A018                               | "Davy Jones Live In Japan"   | –                    | –                       | Released as 2CD+DVD and 3LP Gatefold Vinyl Set |

### Singles
| Date          | Pladeselskab og nummer    | Titler (A-side, B-side)                                                                                      | US Hot 100 | US Cashbox | AU | Noter                                                                                 | Album                      |
| ------------- | ------------------------- | --- | ---------- | ---------- | -- | ------------------------------------------------------------------------------------- | -------------------------- |
| February 1965 | Colpix 764                | "Dream Girl" b/w "Take Me To Paradise" (Non-album track)                                                     | –          | –          | 7  | Credited as "David Jones"                                                             | magazine                   |
| July 1965     | Colpix 784                | "What Are We Going To Do?" b/w "This Bouquet"                                                                | 93         | 94         | 88 | Credited as "Mr. David Jones"                                                         | magazine                   |
| October 1965  | Colpix 793                | "The Girl From Chelsea" b/w "Theme For A New Love" (from David Jones)                                        | –          | –          | 4  | Credited as "David Jones"                                                             | Non-album track            |
| 1967          | Pye 17302                 | "It Ain't Me Babe" b/w "Baby It's Me"                                                                        | –          | –          | 56 | Credited as "Davy Jones"; Released in the U.K. only.                                  | David Jones                |
| May 1971      | Bell 986                  | "Do It in the Name of Love" b/w "Lady Jane"                                                                  | –          | –          | –  | By Micky Dolenz and Davy Jones.                                                       | Non-album tracks           |
| June 1971     | Bell 45111                | "Rainy Jane" b/w "Welcome To My Love"                                                                        | 52         | 32         | 78 |                                                                                       | Davy Jones                 |
| October 1971  | Bell 45136                | "I Really Love You" b/w "Sittin' In The Apple Tree"                                                          | 107        | 98         | –  |                                                                                       | Davy Jones                 |
| November 1971 | Bell 45159                | "Girl" b/w "Take My Love" (from Davy Jones)                                                                  | –          | –          | –  | A-side featured in The Brady Bunch episode "Getting Davy Jones".                      | Non-album tracks           |
| January 1972  | Bell 45178                | "I'll Believe In You" b/w "Road To Love" (from Davy Jones)                                                   | –          | –          | –  |                                                                                       | Non-album tracks           |
| 1972          | MGM 14458                 | "Who Was It?" b/w "You're A Lady"                                                                            | –          | –          | –  | Jones sang "You're A Lady" in Japanese on a Japan MGM 45 in 1972.                     | Non-album tracks           |
| 1973          | MGM 14524                 | "Rubberene" b/w "Rubberene"                                                                                  | –          | –          | –  | This single was released as a promotional copy only.                                  | Non-album tracks           |
| December 1976 | Christmas CDS 700-A/701-B | "Christmas Is My Time of Year" b/w "White Christmas"                                                         | –          | –          | –  | A-side by Micky Dolenz, Davy Jones and Peter Tork.                                    | Non-album tracks           |
| May 1978      | Warner Brothers 17161     | "(Hey Ra Ra Ra) Happy Birthday Mickey Mouse" b/w "You Don't Have to Be A Country Boy To Sing A Country Song" | –          | –          | –  | Issued in Britain only to commemorate Mickey Mouse's 50th Birthday                    | Non-album tracks           |
| May 1981      | Japan 2007                | "It's Now" b/w "How Do You Know" (from Live In Japan)                                                        | –          | –          | –  | Released in Japan only.                                                               | Hello Davy/Davy Jones Live |
| June 1981     | Japan 2010                | "Dance Gypsy" b/w "Can She Do It (Like She Dances)"                                                          | –          | –          | –  | Released in Japan only.                                                               | Hello Davy/Davy Jones Live |
| March 1982    | Pioneer 1517              | "Sixteen (Baby, You'll Soon Be Sixteen)" b/w "Baby Holdout"                                                  | –          | –          | –  | Released in Japan only.                                                               | Hello Davy/Davy Jones Live |
| December 1984 | JJ 2001                   | "I'll Love You Forever" b/w "When I Look Back On Christmas"                                                  | –          | –          | –  | Released in Britain only. A-side recorded in 1979; B-side recorded in 1976.           | Non-album tracks           |
| 1987          | Powderworks 374           | "After Your Heart" b/w "Hippy Hippy Shake"                                                                   | –          | –          | –  | Released in Australia only. A-side recorded in October 1981; B-side recorded in 1987. | Non-album tracks           |
| 2017          | 7A Records (7A011)        | "Daydream Believer" b/w "I Wanna Be Free"                                                                    | –          | –          | –  | Recorded live in Japan in 1981.                                                       |                            |
| 2018          | 7A Records (7A017)        | "Rainbows" b/w "You Don't Have To Be A Country Boy To Sing A Country Song"                                   | –          | –          | –  | Rainbows recorded in 1981; B-side recorded in 1978.                                   |                            |